# Pentadactyla longidentis
Pentadactyla longidentis is een zeekomkommer uit de familie Phyllophoridae.
De wetenschappelijke naam van de soort werd in 1878 gepubliceerd door Frederick Wollaston Hutton.